# Maxim (mitraljez)
Mitraljez tipa Maxim je bil prvi mitraljez v redni uporabi.

## Zgodovina
Mitraljez je razvil Američan Hiram Maxim in ga leta 1885 prvič predstavil britanskim oboroženim silam. Čeprav so poveljniki sprva podcenjevali učinkovitost novega orožja, je mitraljez Maxim (oz. njegove druge izvedbe), v dveh desetletjih po prvi predstavitvi v redno uporabo oboroženih sil uvedlo že preko 20 držav.
Prve so mitraljez Maxim med oborožitev prevzele Oborožene sile Združenega kraljestva v letu 1889 in so ga njihove kolonialne enote uporabile v t.i. Matabelski vojni (1893 - 1894) v tedanji britanski koloniji Rodeziji, med katero je 50 britanskih kolonialnih vojakov s štirimi mitraljezi Maxim porazilo 5.000 vojščakov plemena Matabele (danes Ndebele v Zimbabveju).

## Tehnologija
Hiram Maxim je kot prvi izkoristil povratni sunek izstreljenega naboja za vstavljanje naslednjega naboja v cev. Njegov mitraljez je imel kadenco približno 500 nabojev na minuto, kar je tedaj ustrezalo ognjeni moči 100 - 200 pušk, odvisno od izvedbe puške in izurjenosti vojakov. Orožje je bilo vodno hlajeno. 

## Nadaljnji razvoj
Na podlagi tega mitraljeza so bili razviti različni mitraljezi, na primer: 
- nemški Maschinengewehr 08/15,
- ruski Pulemjot Maxima (Maxim PM1910),
- francoski Hotchkinss in kasnejši
- britanski Vickers (ki je leta 1912 zamenjal mitraljez Maxim).